# KURENAI
KURENAI（くれない）は、声優の宮崎羽衣が出した5枚目のマキシシングルである。

## 概要
今作のレーベルは従来のランティスではなく5pb.となっている。これはタイアップ先の『ナイトウィザード The ANIMATION』の製作スタッフに5pb.が関わっているため。品番は初回限定盤がVGCD-50006、通常盤がVGCD-1028。初回限定盤には「KURENAI」のミュージック・ビデオ収録DVD付き。
元々ロック調の楽曲を歌唱することを希望していた宮崎は、今作を機にロック調の楽曲を歌う機会が増え、後に「KURENAI」は自分にとって印象深い作品であると語っている。
タイトル曲の「KURENAI」は作詞作曲者の奥井雅美が自身のアルバム『Self Satisfaction』（2009年）にてセルフカバーしている。

## 収録曲
1. KURENAI
作詞・作曲：奥井雅美、編曲：MACARONI☆
テレビアニメ『ナイトウィザード The ANIMATION』オープニング主題歌[3]
2. Fates
作詞：奥井雅美、作曲：Monta、編曲：MACARONI☆
プレイステーション2ゲーム『ナイトウィザード The VIDEO GAME 〜Denial of the World〜』エンディング主題歌
3. KURENAI［KARAOKE］
4. Fates［KARAOKE］